# Ben 10: Tajemnica Omnitrixa
Ben 10: Tajemnica Omnitrixa (ang. Ben 10: Secret of the Omnitrix) – amerykański film animowany. Powstał na podstawie serialu animowanego Ben 10. Ma trzy wersje, które różnią się kosmitą użytym na samym początku; Cartoon Network nazywa je wersjami czerwoną (z Inferno), niebieską (z Szybciorem) i złotą (z Gałą). Jest to pierwszy z dwóch filmów z przygodami Bena Tennysona (drugi to film fabularny „Ben 10: Wyścig z czasem”).
Premiera filmu w Polsce odbyła się 21 marca 2008 roku o godz. 10:10 w Cartoon Network, w ramach Wielkanocnego Kina Cartoon Network. Film jest emitowany w trzech wersjach. Kolejne dwie były emitowane 23 i 24 marca o godz. 18:00. Premiera w Stanach Zjednoczonych miała miejsce 10 sierpnia 2007, również w Cartoon Network.

## Fabuła
Doktor Animo skonstruował bombę DNA. Podczas niszczenia jej (1 wersja – Inferno; 2 wersja – Szybcior; 3 wersja – Gała) przez Bena, Omnitrix ustawia się na tryb samozniszczenia. Ma to dodatkowo moc zniszczenia całego wszechświata. Teraz Ben musi odnaleźć twórcę Omnitrixa, Azmutha (który jest przedstawicielem gatunku Szarej Materii); tylko on może wyłączyć ten tryb. Benowi w dotarciu do niego pomagają Gwen, Tetrax (który w kreskówce wystąpił jako Hoveboard), jego pomocnik Gluto i pomocnica Azmutha – Myaxx. Podczas podróży po kosmosie cała piątka będzie musiała się zmierzyć z przeszkodami, a mianowicie Vilgaxem, potem w Omnitrixie pojawi się nowy kosmita – Największy.

## Postacie

### Bohaterowie
- Benjamin „Ben” Tennyson – posiadacz Omnitrixa.
- Gwendolyn „Gwen” Tennyson – pomaga Benowi odnaleźć Azmutha.
- Maxwell „Max” Tennyson – podczas podróży kosmicznej wnuków przebywa na Ziemi.
- Tetrax – pomaga Benowi odnaleźć Azmutha.
- Glutor – pilot statku kosmicznego Tetraxa.
- Myaxx – asystentka Azmutha, pomaga Benowi w odnalezieniu go.
- Azmuth – twórca Omnitrixa.

### Złoczyńcy
- Vilgax – wydostał się z nicości i próbuje dopaść Bena oraz Azmutha.
- Doktor Animo – skonstruował bombę DNA.
- Sixtus – poplecznik Vilgaxa.

### Kosmici z Omnitrixa
Lista kosmitów, w których Ben zmienia się w filmie:
- Czteroręki (ang. Fourarms) – użyty do uratowania Gwen przed Dzikimi Pnączami.
- Inferno (ang. Heatblast) – użyty w wersji czerwonej do walki z Doktorem Animo.
- Dzikopysk (ang. Wildmutt) – użyty na statku kosmicznym Tetraxa.
- Szybcior (ang. XLR8) – użyty w wersji niebieskiej do walki z Doktorem Animo.
- Szara Materia (ang. Grey Matter) – użyty do złapania uciekającego Doktora Animo.
- Kulopłot (ang. Cannon Bolt) – użyty do zaatakowania Azmutha.
- Upchuck (ang. Upchuck) – użyty do walki z Myaxx.
- Gała (ang. Eye Guy) – użyty w wersji złotej do walki z Doktorem Animo.
- Największy (ang. Way Big) – użyty do walki z Vilgaxem.

## Obsada
- Tara Strong – Ben
- Meagan Smith – Gwen
- Paul Eiding – Max
- Dave Fennoy –
  - Tetrax,
  - Kosmita #1,
  - Więzień #2
- Vanessa Marshall –
  - Myaxx,
  - Sprzedawczyni
- Robert David Hall – Azmuth
- Dee Bradley Baker –
  - Dzikopysk,
  - Gała,
  - Jeden z załogi Vilgaxa,
  - Więzień #1
- Steven Blum –
  - Vilgax,
  - Inferno,
  - Nightmarish Alien,
  - Alien Fly Prisoner
- Richard Steven Horvitz –
  - Szara Materia,
  - Więzień – Mucha
- Richard McGonagle – Czteroręki
- Dwight Schultz – Doktor Animo
- Jim Ward –
  - Szybcior,
  - Więzień – Zębal
- Fred Tatasciore –
  - Kulopłot,
  - Największy
- Dave Wittenberg –
  - Upchuck,
  - Kosmita #2